# Kruh in mleko
Kruh in mleko je slovenski črno-beli dramski film iz leta 2001 v režiji Jana Cvitkoviča. Film je bil izbran za slovenski predlog za najboljši tujejezični film na 74. izboru oskarjev, vendar ni prišel v ožji izbor.
Film je leta 2001 prejel tudi prestižno nagrado na Beneškem mednarodnem filmskem festivalu  (Mostra Internazionale d'Arte Cinematografica) in sicer nagrado Lev prihodnosti (Leone del Futuro) za najboljši prvenec. 